# Petko Karawełow
Petko Stojczew Karawełow, bułg. Петко Стойчев Каравелов (ur. 5 kwietnia 1843 w Kopriwszticy, zm. 6 lutego 1903 w Sofii) – bułgarski prawnik i polityk, jeden z liderów Partii Liberalnej (1879–ok. 1887), następnie założyciel i pierwszy przewodniczący Partii Demokratycznej (1896–1903), uczestnik założycielskiego zebrania parlamentu Księstwa Bułgarii (1879), deputowany do Zwyczajnego Zgromadzenia Narodowego 1. (1879), 2. (1880), 4. (1884–1886), 8. (1894–1896), 9. (1896–1898), 10. (1899–1900) i 11. kadencji (1901) oraz Wielkiego Zgromadzenia Narodowego 1. kadencji (1879), burmistrz Płowdiwu (1883–1884), minister finansów (1880–1881, 1884-1886 i 1901–1902) oraz premier Księstwa Bułgarii (1880–1881, 1884–1886, 1901–1902).

## Życiorys
Urodził się w rodzinie kupca i poborcy podatkowego Stojcza Karawełowa i Nedelii Doganskiej. Jego starszy brat, Luben Karawełow, został pisarzem i działaczem politycznym. Petko podstawową edukację odebrał w rodzinnej Kopriwszticy, następnie kształcił się w szkole greckiej w Enezie, po czym w 1859 wyjechał z Ljubenem do Rosji, gdzie dwa lata później rozpoczął naukę na Moskiewskim Wydziale Historyczno-Filologicznym. Po kilkukrotnym przerywaniu studiów, ostatecznie w 1869 ukończył prawo. Wkrótce po wybuchu X wojny rosyjsko-tureckiej w 1877 wstąpił do sztabu armii rosyjskiej i wraz z nim przybył do Bułgarii. Następnie objął stanowiska wicegubernatora Widina i okręgowego zarządcy w Tyrnowie. W 1879 został deputowanym na założycielskie zebranie przyszłego parlamentu kraju, zwanego Zgromadzeniem Narodowym. Jako poseł zaangażował się w pracę nad napisaniem konstytucji nowo powstałego Księstwa Bułgarii. Wkrótce stanął na czele radykalnej frakcji Partii Liberalnej, z ramienia której w 1880 został premierem kraju. Po zamachu stanu zorganizowanym 27 kwietnia 1881 przez księcia Aleksandra I i ustanowieniu przezeń wojskowej dyktatury, wyemigrował do Rumelii Wschodniej, gdzie w 1883 objął posadę burmistrza Płowdiwu.
Wkrótce po normalizacji sytuacji politycznej w Księstwie Bułgarii, której przejawem było przywrócenie Konstytucji Tyrnowskiej, w 1884 przybył do Sofii i na nowo objął stanowisko lidera Partii Liberalnej. W tym samym roku został również członkiem rzeczywistym Bułgarskiego Towarzystwa Literackiego (obecnie Bułgarska Akademia Nauk). Po zwycięskich dla liberałów wyborach parlamentarnych, po raz drugi w swej karierze stanął na czele rządu i Ministerstwa Finansów. Jako premier odegrał znaczącą rolę w przekonaniu opinii międzynarodowej do uznania aneksji Rumelii Wschodniej, dokonanej w 1885.
Po odsunięciu od władzy przez oficerów orientacji prorosyjskiej księcia Aleksandra, w sierpniu 1886 sformował tymczasowy gabinet rządowy, a potem przez krótki czas piastował funkcję członka trzyosobowej Rady Regentów księstwa. Będąc przekonanym rusofilem zdecydowanie zaprotestował przeciwko odrzucanej przez Moskwę kandydaturze Ferdynanda I Koburga na stanowisko nowego monarchy. Po jego wyborze poparł bunt wojskowych, za co w 1887 trafił na krótko do aresztu. Po odzyskaniu wolności zaangażował się w działalność opozycyjną wobec reżimu premiera Stefana Stambołowa.
W 1891 został oskarżony o współudział w morderstwie ministra w rządzie Stambołowa, Christa Bełczewa. Otrzymał karę pięciu lat więzienia, ale w 1894 objęto go amnestią.
W 1896 założył Partię Demokratyczną, na czele której stał do chwili swojej śmierci. Po zwycięskich dla demokratów wyborach parlamentarnych w 1901 po raz czwarty został premierem Księstwa Bułgarii, tworząc koalicyjny gabinet. Jako szef rządu i poseł zdecydowanie opowiadał się przeciwko socjalistom i marksistom, kilkukrotnie wchodząc w ostre spory parlamentarne z liderem tych ostatnich, Dimityrem Błagojewem. Jego silna niechęć do lewicy przejawiła się także w połowie 1901, kiedy to stojąc na czele Resortu Oświaty Narodowej zwolnił z pracy 420 nauczycieli, z których znaczna część miała poglądy socjalistyczne.
Zmarł w 1903. Jego grób znajduje się obok cerkwi Świętych Siedmioczislenników w Sofii. Przez niektórych uważany za jednego z najuczciwszych polityków w historii Bułgarii.

## Funkcje sprawowane przez Karawełowa w Radzie Ministrów

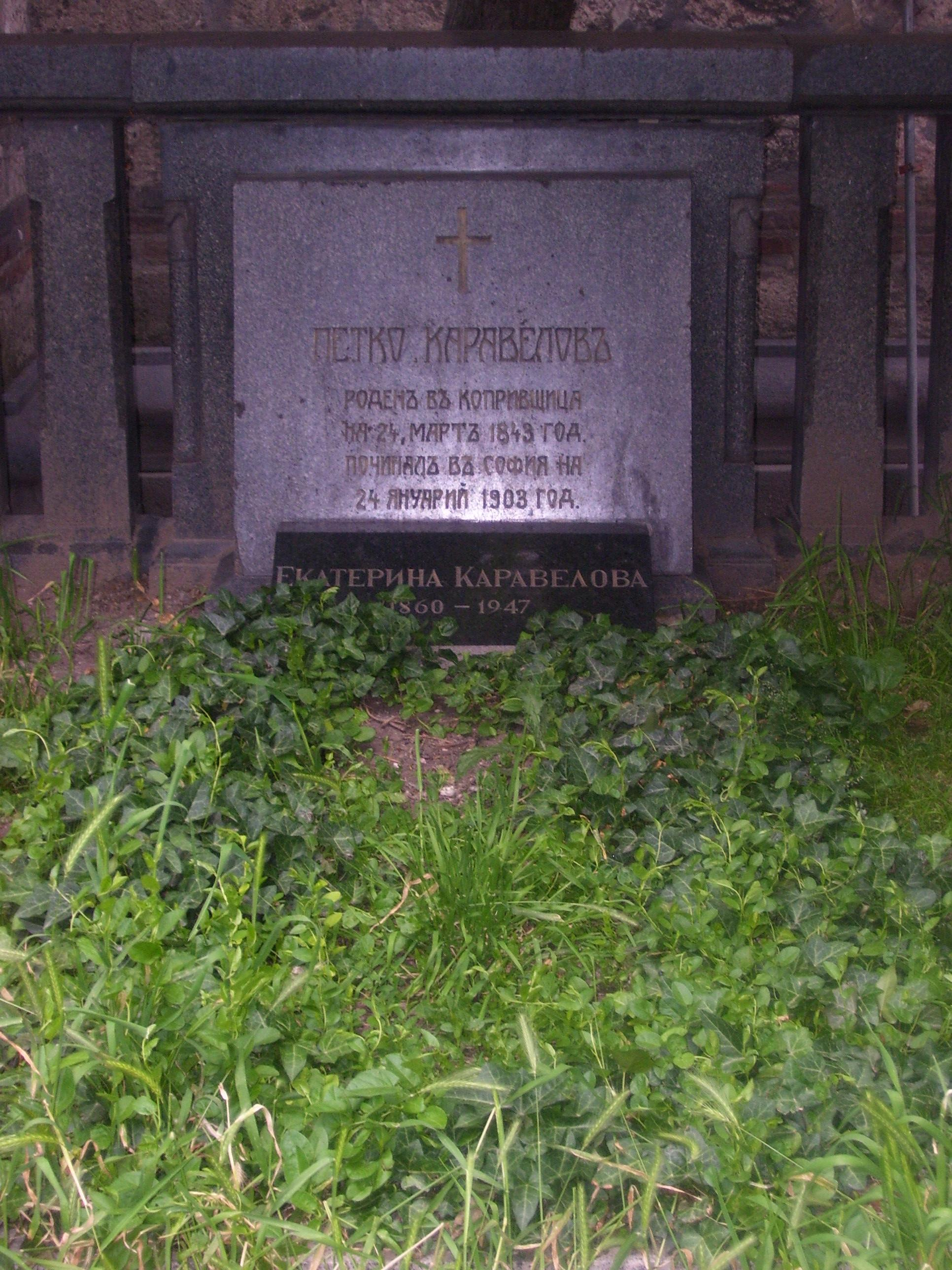
Nagrobek Petka i Ekateriny Karawełowów obok Cerkwi „Sweti Sedmoczislenici” w Sofii.

Petko Karawełow zajmował następujące stanowiska w rządach Księstwa Bułgarii (w porządku chronologicznym):
- w pierwszym rządzie Dragana Cankowa
  - minister finansów (7 kwietnia 1880 – 10 grudnia 1880)
- w swoim pierwszym rządzie
  - premier (10 grudnia 1880 – 9 maja 1881)
  - minister finansów (10 grudnia 1880 – 9 maja 1881)
  - tymczasowo na czele Ministerstwa Sprawiedliwości (10 grudnia 1880 – 9 maja 1881)
- w swoim drugim rządzie
  - premier (11 lipca 1884 – 21 sierpnia 1886)
  - minister finansów (12 lipca 1884 – 21 sierpnia 1886)
  - tymczasowo na czele Ministerstwa Budynków Publicznych, Rolnictwa i Handlu (12 lipca 1884 – 27 stycznia 1885)
  - tymczasowo na czele Ministerstwa Spraw Wewnętrznych (2 kwietnia 1885 – 21 sierpnia 1886)
- w swoim trzecim rządzie
  - premier (24 sierpnia 1886 – 28 sierpnia 1886)
- w swoim czwartym rządzie
  - premier (4 marca 1901 – 3 stycznia 1902)
  - minister finansów (4 marca 1901 – 3 stycznia 1902)
  - tymczasowo na czele Ministerstwa Oświaty Narodowej (8 maja 1901 – 3 stycznia 1902)

## Życie prywatne
Petko Karawełow był żonaty z Ekateriną Welikową Penczewą (1860-1947), z którą miał trzy córki: Radkę, Wiolę i Lorę. Tę ostatnią poślubił Pejo Jaworow, poeta bułgarski.